# Benedikt von Ahlefeldt (1546–1606)
Benedikt (Bendix) von Ahlefeldt (* 1546; † 30. Januar 1606) war Gutsherr des Adligen Gutes Lehmkuhlen.

## Leben
Benedikt von Ahlefeldt war der Sohn des Amtmanns von Flensburg und Adligen Gutsherren Bertram von Ahlefeldt (1508–1571) und dessen Frau Dorothea geb. von Rantzau (* in Itzehoe), Tochter des Povl von Rantzau (1481–1521). Seine Frau Ollegard (1565–1619) war eine Tochter von Heinrich Rantzau, er heiratete sie 1582. Aus dieser Ehe gingen zwei Kinder hervor, Dorothea und der spätere Diplomat und General Cai von Ahlefeldt. Von Ahlefeldt war Amtmann von Steinburg, königlich-holsteinischer Rat, Marschall und Träger des Dannebrog-Ordens. Am 3. Mai 1580 wurde er in Kopenhagen durch den König Friedrich II. von Dänemark und Norwegen mit dem Elefanten-Orden ausgezeichnet.